# Bloc Marull
El Bloc Marull és un edifici de Girona inclòs a l'Inventari del Patrimoni Arquitectònic de Catalunya.

## Descripció
És un edifici de planta rectangular allargat, de força façana, simètrica respecte el cos central on es troba la porta d'accés amb botigues flanquejant-la a nivell de planta baixa, i que ha deteriorat el conjunt. De planta baixa i dos pisos, amb teulat a dues aigües té un carener paral·lel a façana. La façana es clou amb una barana de balustrades. Totes les obertures són iguals: balconeres d'arc de punt rodó decorat. Les planta és més treballa que la resta del conjunt. El balcó de la planta és corregut i els del segon pis individuals; tots ells amb llosanes de pedra i el de la planta amb mènsules). La porta d'accés és d'arc rebaixat. La façana és arrebossada i molt treballada. Entre balcons hi ha una mena de pilastres sobresortides que descomponen la façana, i que es clouen amb mènsules i volats de motllures de la barana.